# Pantaleone d'India
Pantaleone (greco: Pantaleontos; brahmi: Pamtalevasa; fl. II secolo a.C.) è stato un re indo-greco che regnò tra il 190 e il 180 a.C. circa.

## Storia
Pantaleone è uno dei più enigmatici re greci di India e Battria; era contemporaneo o successore del re greco-battriano Demetrio I, forse il figlio o il vassallo. Fu il primo re greco a coniare monete indiane, caratteristiche per le loro forme irregolari, che suggeriscono che regnasse sull'Arachosia e il Gandhara e che volesse ottenere il sostegno delle popolazioni autoctone. Avrebbe conquistato le città di Nagarahana (presso l'odierna Jalalabad) e Pushkalavati (presso Peshawar).

## Monetazione
La coniazione pervenutaci è scarsa ed è un indizio di un regno breve. Si ritiene che gli sia succeduto il fratello o figlio Agatocle, dal quale fu commemorato da una moneta che ne mostrava la famiglia. Alcune delle monete di Pantaleone, come pure alcune di Agatocle e Eutidemo II, hanno un'altra caratteristica sorprendente: sono coniate con una lega di rame-nickel, ottenibile con una tecnologia che sarebbe stata scoperta in occidente nel XVIII secolo, ma che era all'epoca nota ai Cinesi; questo fatto suggerisce uno scambio di tecnologia o di tecnici tra la Cina e la Battria.